# Сиссоко, Иссуф
Иссу́ф Бемба́ Сиссоко́ (фр. Issouf Bemba Sissokho; родился 30 января 2002, Бамако, Мали) — малийский футболист, полузащитник израильского клуба «Маккаби».

## Футбольная карьера
Иссуф — уроженец города Бамако, который является столицей государства Мали и располагается в юго-западной его части. Занимался футболом в командах «Дауло Бамако» и «Дерби Академи». 30 января 2020 года подписал контракт с французским клубом «Бордо». Сразу же был отправлен во вторую команду. Дебютировал за неё 1 марта 2020 года в поединке Насьоналя 3 против второй команды «По». Всего в дебютном сезоне провёл за вторую команду две встречи.
Сезон 2020/2021 также начал игроком второй команды, однако во второй части сезона присоединился к основной команде. 27 февраля 2021 дебютировал в Лиге 1 в поединке против «Меца», выйдя на замену на 76-й минуте вместо Мехди Зеркана. 25 апреля 2021 года в поединке против Лорьяна забил первый мяч в профессиональном футболе, выйдя на поле на 83-й минуте вместо Юссуфа Сабали и тут же отличившись. Всего в дебютном сезоне Сиссоко провёл 6 встреч и забил 1 мяч.
Выступал за молодёжную сборную Мали. Участник футбольного турнира на Африканских играх 2019 года.